# NGC 1565
NGC 1565 é uma galáxia espiral (Sc) localizada na direcção da constelação de Eridanus. Possui uma declinação de -15° 44' 41" e uma ascensão recta de 4 horas, 23 minutos e 23,6 segundos.
A galáxia NGC 1565 foi descoberta em 1886 por Frank Leavenworth.